# Impressum
Ein Impressum (lateinisch impressum „Hineingedrücktes“ bzw. „Aufgedrücktes“) enthält die gesetzlich vorgeschriebene Angabe des presserechtlich Verantwortlichen für einen im eigenen Namen veröffentlichten Text-, Wort- oder Bildbeitrag. Es muss den Verlag, den Autor, den Herausgeber oder die Redaktion benennen. Oft werden auch zusätzliche Informationen wie Druckerei, Erscheinungsweise, Erscheinungsjahr und Erscheinungsort aufgeführt. Je nach Art der Publikation und konkreter Gesetzeslage müssen oder mussten auch zusätzliche Angaben enthalten sein, beispielsweise zur steuerlichen Situation des Herausgebers oder eine erfolgte Prüfung durch die Zensur.

## Das Impressum im Buch

### Geschichte

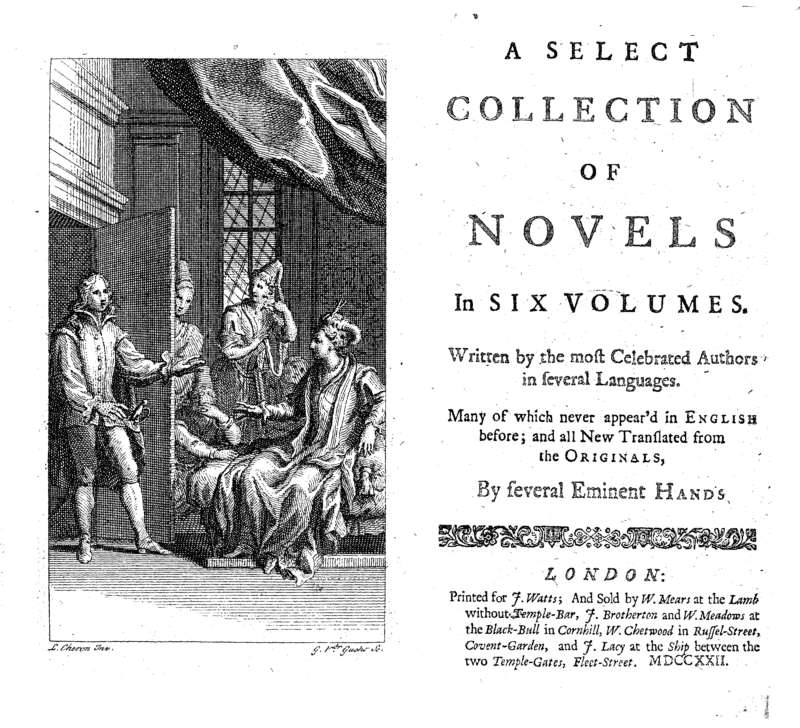
A Select Collection of Novels, englisches Titelblatt einer Romansammlung von 1722. Unter der Zierleiste befindet sich das Impressum:

Der angestammte Platz des Impressums war im frühen Buchdruck noch der Fuß des Titelblatts eines Buches. Oft grenzte ein graphisches Element – eine Linie, eine Leiste von Ornamenten – das Impressum ab. Es notierte zumeist den Erscheinungsort, den Verleger (manchmal mit Ladenadresse) und das Erscheinungsjahr. Hinzu kamen zuweilen Angaben zum Drucker (im Englischen: “printed by [Drucker] for [Verleger]”), zu Buchhändlern, die neben dem Hauptverleger den Titel im Angebot führten und auch die Auskunft über ein Privileg, falls der Hauptverleger für das vorliegende Buch den Schutz des Landesherrn gegen Raubdruck erlangt hatte.
Das erste Impressum findet sich im Mainzer Psalter von Peter Schöffer und Johannes Fust von 1457.
Johann Lair, geboren 1476 in Sieglar (heute Troisdorf-Sieglar), gestorben 1554 in Siegburg, auch genannt John Siberch (hergeleitet von seinem Wohnort Siegburg), gründete 1520 die Universitätsdruckerei in Cambridge (England). 1521 erhielt er seinen ersten Druckauftrag: Oratio, die Rede, die Henry Bullock anlässlich der Visite des Kardinals Thomas Wolsey in Cambridge hielt. Bei dieser Gelegenheit gab es in einem Buchdruck erstmals ein Impressum: “Impressa per me Ioannem Siberch"”.
In dem Band A Select Collection of Novels von 1722 lautet das Impressum:

“LONDON:
 Printed for J. Watts; And Sold by W. Mears at the Lamb
 without Temple-Bar, J. Broterton and W. Meadows at
 the Black-Bull in Cornhill, W. Chetwood in Russel-Street,
 Covent-Garden, and J. Lacy at the Ship between the
 two Temple-Gates, Fleet-Street. MDCCXXII.”

London ist hier der Druckort, J. Watts zeichnet als Hauptverleger, die übrigen Namen sind die der Geschäftspartner, die sich die breite Auflage für den gemeinsamen Absatz teilen. Die Ladenadressen sind hier mit Hinweisen auf die Embleme – “Lamb” (deutsch: „Lamm“), “Black-Bull” (deutsch: „schwarzer Bulle“), “Ship” (deutsch: „Schiff“) – der Ladenschilder angegeben, die in den notierten Straßen über den Ladentüren hängen. 1722 ist das Druckjahr.
Ab dem 16. Jahrhundert waren Drucker verpflichtet, einen Druckvermerk anzuführen. Dieser diente vor allem dazu, den Titel für den Kunden greifbar zu machen, da darin notiert war, über welchen Händler sich das Buch beziehen ließ. Bei billigen Produktionen, die nicht in Buchhandlungen verkauft wurden, fehlten Impressumsangaben dennoch regelmäßig, und bei skandalösen Büchern konnten Buchhändler und Verleger auf ihre Nennung verzichten. Es kündigte einen Titel jedoch wirksam als skandalös an, wenn ein offensichtlich fiktives Impressum gesetzt war. So entstand eine Vielzahl an Pseudonymen und irreführenden Verlagsortangaben. Unter den fingierten Verlegeradressen nahm die Pierre Marteaus zu Köln im Lauf des 17. Jahrhunderts eine herausragende Stellung ein. Verleger im gesamten (die Niederlande einschließenden) französisch- und deutschsprachigen Raum nutzten dessen Name, um politisch brisante Bücher und Raubdrucke relativ gefahrlos zu publizieren. Gleichzeitig hatten sie den Vorteil, von der gemeinsamen Werbeplattform zu profitieren.
Erst durch die Weiterentwicklung des Verlags- und Presserechts gewann das Impressum Verbindlichkeit.
Vor und nach der Einführung des Gesetzes über die Presse vom 7. Mai 1874 – ugs. auch Reichspreßgesetz genannt – übernahmen bei kritischen Publikationen sogenannte Sitzredakteure mit ihrem Namen die Verantwortlichkeit im Sinne des Presserechts, um Chefredakteure oder weitere Redakteure zu schützen.
Heute ist es zur Klärung der Haftung des Verlegers und Druckers pressegesetzlich vorgeschrieben. Denn die Verantwortlichen sollen „jederzeit straf-, zivil- und presserechtlich haftbar gemacht werden können.“

### Ort und Inhalt
Die präziseren Angaben zum Druck finden sich heute meist auf der Rückseite des Titelblatts, auf Seite 4 des Buchblocks. Das Impressum ist Teil der Titelei und ist auf der Impressumsseite zu finden. Das Impressum bietet die vom Urheberrecht geforderten und von Bibliotheken gewünschten Informationen zum Buch. Die im Impressum aufgeführten Daten sind ferner maßgeblich für Zitate.
Enthalten sind
- Informationen zur Originalausgabe: Originaltitel, Erscheinungsjahr, Originalverlag, Erscheinungsort
- Informationen zur 1. Auflage: Erscheinungsjahr
- Informationen zur aktuellen Auflage: Auflagennummer, Erscheinungsjahr und eventuell Auflagenzahl (Nummer und Jahr des Drucks) A)
- Verlag, Erscheinungsort
- Herausgeber
- Informationen zu Satz, Druckerei und Buchbinderei
- Informationen zur Umschlaggestaltung
- Informationen zum Urheberrecht
- Nennung der Art des Papiers und der Normen, die es erfüllt (ISO, DIN)
- Nennung der Papierfabrik
- Einbandstoffe
- verwendete Schriften
- Informationen zu Übersetzungsrechten
- Informationen zu Abbildungsrechten
- das Land, in dem das Buch gedruckt wurde
- die ISBN
- Internetadresse des Verlages, des Autors oder anderer an der Buchherstellung Beteiligter

Nicht alle diese Punkte müssen im Impressum aufgeführt sein. So ist im Impressum eines Buches ohne Abbildungen auch kein Hinweis zu Abbildungsrechten vonnöten. Auch die Art des Papiers wird meist nur dann aufgeführt, wenn das Buch auf besonderes (zum Beispiel auf
alterungsbeständiges) Papier gedruckt wurde.

### Das Impressum aus buchgestalterischer Sicht
Bei manchen Büchern befindet sich die Impressumsseite aus ästhetischen Gründen auf einer der letzten Seiten, denn ISBN, Druckvermerke und urheberrechtliche Aspekte bieten wenig Potential für einen Gestalter. In anderen Büchern wiederum ist das Impressum aufgeteilt, so dass vorne die wichtigsten Informationen, andere, weniger maßgebliche Informationen aber auf der zweitletzten Seite des Buches zu finden sind. Dies liegt an der Entscheidung des Buchgestalters oder Typografen.

## Impressum in anderen Medien
Nachdem sich das Internet in den 1990er Jahren  der breiten Öffentlichkeit öffnete und das World Wide Web populär wurde, ergab sich die Forderung nach einem eindeutigen Impressum im deutschsprachigen Raum etwa im Jahre 2002.

### Deutschland

#### Zeitungen und Zeitschriften
In Deutschland ist die Impressumspflicht für Zeitungen und Zeitschriften in den Pressegesetzen der einzelnen Bundesländer geregelt. Die Regelungen betreffen den Inhalt; spezifische Vorgaben für die Form und Gestaltung werden nicht gemacht.

#### Telemedien und Digitale Dienste
Zum 1. März 2007 wurde das Teledienstegesetz durch das Telemediengesetz ersetzt. Diese wurde wiederum zum 14. Mai 2024 durch das Digitale-Dienste-Gesetz (DDG) ersetzt.
§ 5 DDG regelt Folgendes:

„(1) Diensteanbieter haben für geschäftsmäßige, in der Regel gegen Entgelt angebotene digitale Dienste folgende Informationen, die leicht erkennbar und unmittelbar erreichbar sein müssen, ständig verfügbar zu halten: [...]“

Die erforderlichen Angaben sind sehr unterschiedlich – je nach Rechtsform oder Beruf des Anbieters. Telemedien sind im Wesentlichen „alle elektronischen Informations- und Kommunikationsdienste“. Da ein Dienst geschäftsmäßig sein kann, ohne gewerblich zu sein, konnten auch private, unkommerzielle Websites unter die Impressumspflicht fallen. Der Wortlaut wurde nunmehr konkretisiert, so dass nur noch Telemedien, die in der Regel gegen Entgelt erbracht werden, die Informationspflichten erfüllen müssen, während rein privat betriebene Websites davon ausgenommen sind. Entgeltlich sind Telemedien aber schon dann, wenn eine Webseite kostenlos ist, aber z. B. Werbung für entgeltliche Leistungen eingesetzt wird. Laut einem Urteil des Oberlandesgerichts in Düsseldorf muss das Impressum den vollständigen Namen des Verantwortlichen enthalten, eine Abkürzung des Vornamens verstoße gegen § 5 TMG. Weitere Informationspflichten können sich aus der Dienstleistungs-Informationspflichten-Verordnung ergeben. Da weder das Teledienste-Gesetz noch der Rundfunkstaatsvertrag den Begriff Impressum verwendeten, sondern lediglich von Informationspflichten sprechen, haben sich verschiedene Bezeichnungen für diese Pflichtangaben etabliert. Neben dem gebräuchlichsten Begriff „Impressum“ sind dies zum Beispiel: „Webimpressum“, „Anbieterkennzeichnung“ oder auch „Kontakt“.
Für alle Nicht-Teledienste verlangte der Rundfunkstaatsvertrag ebenfalls ein Impressum (früher im Mediendienste-Staatsvertrag geregelt). Beide Gesetze fordern, dass die entsprechenden Angaben „leicht erkennbar, unmittelbar erreichbar und ständig verfügbar“ sein müssen.

### Österreich
In Österreich ist die Impressumspflicht für Anbieter von Inhalten auf Internetseiten in § 5 Abs. 1 E-Commerce-Gesetz (ECG) geregelt. Mit dem E-Commerce-Gesetz hat der österreichische Gesetzgeber – ebenso wie der deutsche Gesetzgeber mit dem Teledienstegesetz oder dem Mediendienste-Staatsvertrag – die europäische E-Commerce-Richtlinie umgesetzt. Damit sind die Impressumspflichten innerhalb der EU weitgehend harmonisiert. Unterschiede ergeben sich nur durch landesspezifische Besonderheiten. Die Unterlassung dieser Informationen kann sowohl verwaltungsstrafrechtlich geahndet (§ 26 ECG, Geldstrafe bis zu 3.000 EUR) als auch zivilrechtlich mit Unterlassungsklage verfolgt werden. Die Behörde kann allerdings auch einen Anbieter auf den Missstand hinweisen und ihm auftragen diesen bis zu einer festgelegten Frist zu beheben. Wenn er dies tut, hat er gemäß § 27 nicht mit einer Strafe zu rechnen. Zudem kann die Verletzung der Informationspflichten nach § 5 ECG eine Rechtsverletzung darstellen, die nach dem Gesetz gegen den unlauteren Wettbewerb (UWG) mit Unterlassungsklage geltend gemacht werden kann (OGH 24. Juni 2014, 4 Ob 59/14a).
Die Pflichtangaben, welche im Rahmen der Offenlegungspflicht gemacht werden müssen, unterscheiden sich je nach Rechtsform des Webseitenbetreibers oder nach Verwendung der Webseite. Ein Link zum abrufbaren Impressum sollte auf jeder Unterseite der Homepage an „prominenter Stelle“ – also auf jeder Unterseite gut sichtbar und erkennbar – platziert sein.

### Schweiz
In der Schweiz besteht nach Art. 322 des Strafgesetzbuches eine Impressumspflicht für Zeitungen und Zeitschriften. Diese müssen „in einem Impressum den Sitz des Medienunternehmens, namhafte Beteiligungen an anderen Unternehmungen sowie den verantwortlichen Redaktor angeben“. Bücher brauchen in der Schweiz gemäß Art. 322 des Strafgesetzbuches kein Impressum.
Ab 1. April 2012 wurde die Impressumspflicht auf bestimmte Webseiten ausgedehnt. In Anlehnung an die europäische E-Commerce-Richtlinie schreibt Art. 3 des Bundesgesetzes gegen den unlauteren Wettbewerb (UWG) ab diesem Datum vor, dass „wer Waren, Werke oder Leistungen im elektronischen Geschäftsverkehr anbietet“, dabei „klare und vollständige Angaben über seine Identität und seine Kontaktadresse einschließlich derjenigen der elektronischen Post“ machen muss.